# Naomi Schor

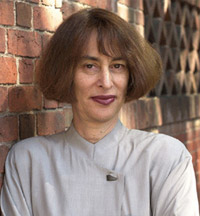
Naomi Schor (um das Jahr 2000)

Naomi Schor (10. Oktober 1943 in New York City – 2. Dezember 2001 in New Haven) war eine bekannte Literaturwissenschafterin und -theoretikerin. Sie galt als Pionierin ihrer Generation im Hinblick auf die Entwicklung und Anwendung feministischer Theorien und als eine führende Stimme in der neueren Romanistik, hier auf dem Gebiet der französischen Literatur („French Studies“), sowie in der neueren kritischen Theorie, speziell französischer Herkunft (Jacques Derrida, Luce Irigaray).

## Kindheit und Jugend
Naomi Schors Eltern, Ilya and Resia Schor, stammten aus Polen. Sie waren vor den Nazis zunächst nach Paris und dann über Lissabon in die USA geflohen, wo sie am 3. Dezember 1941 ankamen. Beide waren Künstler, und zwar Maler und Goldschmiede, die Werke gelten als Judaica. Die Familie lebte in einer mehrsprachigen Umgebung, in der es viele Musiker, Künstler und Intellektuelle gab, und sprach intern Französisch, sodass Naomi Schor mit Französisch als Muttersprache aufwuchs. Sie besuchte das Lycée Français in New York und legte dort 1961 ihr Baccalauréat ab. Im gleichen Jahr verstarb ihr Vater. Naomi Schor besuchte nach der Schule das Barnard College, das sie mit einem Bachelor of Arts in englischer Literatur abschloss. Sie setzte ihre Studien fort und erhielt an der Yale University einen Ph.D. in französischer Literatur. Naomi Schor verfasste einige ihrer wissenschaftlichen Arbeiten in französischer, die Mehrzahl in englischer Sprache.

## Wissenschaftliche Arbeit
Naomi Schor gehört zu den frühen Verfechterinnen der französischen psychoanalytischen und dekonstruktivistischen Theorien in der amerikanischen Literaturwissenschaft. Sie interpretierte Werke des französischen Literaturkanons neu, etwa von Émile Zola, Gustave Flaubert, Marcel Proust und Honoré de Balzac, und zwar mit einem doppelten theoretischen Zugang: einerseits durch die Brille führender Vertreter des Dekonstruktivismus, wie Jacques Derrida (den sie persönlich kannte), Roland Barthes und Jacques Lacan, andererseits mit Ansätzen feministischer Theoretikerinnen wie Julia Kristeva, Hélène Cixous und Luce Irigaray.
Gemeinsam mit Elizabeth Weed gründete Schor 1989 die wissenschaftliche Zeitschrift differences: A Journal of Feminist Cultural Studies und war Mitherausgeberin. Die Zeitschrift ist konzipiert als kritisches Forum zum Begriff der Differenz bzw. Différance, dessen Tragweite und Problematik anhand von Texten zu visuellen, literarischen, politischen und sozialen Gegenständen diskutiert wird. Zusammen mit Elizabeth Weed gab Schor auch eine Reihe von differences-Büchern heraus, darunter 1994 The Essential Difference und 1997 Queer Theory Meets Feminism.
Eines ihrer Spezialgebiete war die Arbeit der feministischen Psychoanalytikerin Luce Irigaray. Gemeinsam mit Carolyn Burke und Margaret Whitford gab Schor das Buch Engaging with Irigaray heraus, in dem Essays von Rosi Braidotti, Elizabeth Weed und Judith Butler erschienen.
Reading in Detail: Aesthetics and the Feminine gilt als eines von Schors einflussreichsten Büchern. In diesem Klassiker von 1987, dem 2006 eine Taschenbuchausgabe folgte, befasste sich Schor mit dem Detail in Kunst, Literatur und Architektur und seiner Verbindung zu Gender, insbesondere zum Bild der Weiblichkeit.
In ihren Schriften zu George Sand entwickelte sie das Konzept des weiblichen Fetischismus und diskutierte, ebenfalls im Zusammenhang mit Sand, die Frage des Idealismus. In ihrer späteren Arbeiten nahm sie eine Neubewertung des Universalismusbegriffs in einer Ära der Identitätspolitik und der Differenz vor.

## Lehre, Auszeichnungen und Ehrungen
Schor erhielt eine Vielzahl von Auszeichnungen und Ehrungen, darunter das Woodrow-Wilson-Stipendium (1963–64), mehrere Fulbright-Award-Stipendien in Frankreich, NEH-Stipendien (1981 und 1990–91) und ein Guggenheim-Stipendium (1990). Sie wurde 1997 gewähltes Mitglied der American Academy of Arts and Sciences. Schor unterrichtete an der Columbia University und der Brown University (1978–1989), wo sie von 1985 bis 1989 den Nancy-Duke-Lewis-Lehrstuhl innehatte und an der Duke University, an der sie die William-Hanes-Wannamaker-Professur des Lehrstuhls Romance Studies bekleidete, sowie an der Harvard University. Bis zu ihrem Tod (sie starb an einer Gehirnblutung) hatte Schor die Benjamin-F.-Barge-Professur an der Yale University inne.
Naomi Schors Veröffentlichungen sind Teil des Pembroke Center for Teaching and Research on Women at Brown University und der Archive der Elizabeth-Weed-Sammlung zur Feministischer Wissenschaftstheorie in der John Hay Library der Brown University.

## Bücher
- Bad Objects: Essays Popular and Unpopular. Duke University Press, Durham, London, 1995, ISBN 978-0-8223-1693-0
- George Sand and Idealism. Columbia University Press, New York 1993, ISBN 978-0-231-06522-1
- Reading in Detail: Aesthetics and the Feminine. Methuen Press, New York, London 1987; Neuausgabe mit einer Einleitung von Ellen Rooney, Taylor & Francis, New York 2006. ISBN 978-0-415-97945-0
- Breaking the Chain: Women, Theory, and French Realist Fiction. Columbia University Press, New York 1985, ISBN 978-0-231-05874-2
- Zola’s Crowds. Johns Hopkins University Press, Baltimore, London 1978, ISBN 978-0-8018-2095-3

## Herausgeberschaften
- Decadent Subjects: The Idea of Decadence in Art, Literature, Philosophy and Culture of the Fin de Siècle in Europe, Charles Bernheimer, eds. Jason Kline und Naomi Schor, Johns Hopkins University Press, 2002, ISBN 978-0-8018-6740-8
- Feminism Meeta Queer Theory (mit Elizabeth Weed), Indiana University Press, 1997, ISBN 978-0-253-21118-7
- Engaging with Irigaray (mit Carolyn Burke und Margaret Whitford), Columbia University Press, 1994, ISBN 978-0-231-07897-9
- The Essential Difference Naomi Schor und Elizabeth Weed, eds., Indiana University Press, 1994, ISBN 978-0-253-35093-0
- Flaubert and Postmodernism Naomi Schor und Henry F. Majewski, eds., University of Nebraska Press, 1984, ISBN 978-0-8032-4143-5

## Essays
- Pensive Texts and Thinking Statues: Balzac with Rodin, Critical Inquiry 27 (2), 2001: 239–264.
- Blindness as Metaphor, differences 11, Nummer 2, Sommer 1999, 76–105.
- Anti-Semitism, Jews and the Universal, Oktober 87, Winter 1999, 107–111.
- One Hundred Years of Melancholy. The Zaharoff Lecture for 1996, Romantisme (Clarendon Press, TKyear) 1–15.
- Reading in Detail: Hegel's Aesthetics and the Feminine, Nachdruck in Patricia Jagentowicz Mills, ed. Feminist Interpretations of G.W.F. Hegel. (Pennsylvania State University Press, 1995), 119–147.
- French Feminism is a Universalism, differences 7.1, 1995.
- Cartes Postales: Representing Paris 1900. Critical Inquiry 18, Winter 1992, 188–245.
- The Scandal of Realism, in Hollier, Denis, ed., A New History of French Literature (Harvard University Press, 1989), 656–660.
- This Essentialism Which is Not One, differences 2, 1989, 38–58
- Idealism, in Hollier, A New History, 769–773.
- Simone de Beauvoir: A Thinking Woman's Woman, L.A. Times, 19. Mai 1986.
- Roland Barthes: Necrologies, Sub-Stance 48, 1986, 27–33.
- Female Fetishism: The Case of George Sand. Poetics Today 6, 1985, 301–310. Nachdruck in Suleiman, Susan. Ed. The Female Body in Western Culture: Contemporary Approaches, Harvard University Press, 1986, 363–372.
- Female Paranoia: The Case for Psychoanalytic Feminist Criticism. Yale French Studies 62, 1981, 204–219.
- Le Détail chez Freud, Littérature 37 (1980), 3–14.
- Le Délire d'interprétation: naturalism et paranoia, in  Le naturalisme: Colloque de Cerisy, Paris, 10/18, 1978, 237–255.
- Dalí's Freud, Dada/Surrealism 6, 1976, 10–17.
- Le Sourire du sphinx: Zola et l'énigme de la fémininité, Romantisme 12–14, 1976, 183–195.